# Campionato olandese maschile di pallanuoto
Il campionato olandese maschile di pallanuoto è l'insieme dei tornei pallanuotistici maschili nazionali per club organizzati dalla Koninklijke Nederlandse Zwembond, la federnuoto dei Paesi Bassi.
Il campionato viene assegnato annualmente sin dal 1901 e conferisce il titolo di campione d'Olanda. Il massimo livello è la Hoofdklasse.

## Struttura dei campionati

### Eredivisie
La Eredivisie è la massima divisione olandese, in cui si assegna il titolo di campione nazionale. Prendono parte al torneo 12 formazioni che si affrontano in un girone all'italiana e si incrociano successivamente nella fase di play-off. Il nome Eredivisie è andato a sostituire la vecchia denominazione Hoofdklasse a partire dalla stagione 2013-14.

### Eerste klasse
L'Eerste klasse è il secondo livello del campionato, vi prendono parte 12 club, (tra cui alcune delle seconde squadre dei club di prima divisione, e le vincitrici del campionato conquistano la promozione in Hoofdklasse.

### Tweede klasse
La Tweede klasse è la terza divisione olandese. Viene disputata annualmente in due gironi da dieci squadre ciascuno.

### Derde klasse
La Derde klasse è il quarto livello del campionato. È strutturata in quattro gironi da 12 squadre.

### Vierde klasse
La Vierde klasse è il quinto e più basso livello del campionato nazionale olandese. È composta da sette gironi su base territoriale da 12 squadre ciascuno.

## Albo d'oro
- 1901:  HVGB Haarlem
- 1902:  DJK
- 1903:  DJK
- 1904:  DJK
- 1905:  DJK
- 1906:  DJK
- 1907:  DJK
- 1908:  DJK
- 1909:  Het Y Amsterdam
- 1910:  Het Y Amsterdam
- 1911:  Het Y Amsterdam
- 1912:  Het Y Amsterdam
- 1913:  Het Y Amsterdam
- 1914:  Het Y Amsterdam
- 1915:  Het Y Amsterdam
- 1916:  Het Y Amsterdam
- 1917:  Het Y Amsterdam
- 1918:  Het Y Amsterdam
- 1919:  Het Y Amsterdam
- 1920:  Het Y Amsterdam
- 1921:  Het Y Amsterdam
- 1922:  Het Y Amsterdam
- 1923:  Donk Gouda
- 1924:  Het Y Amsterdam
- 1925:  Het Y Amsterdam
- 1926:  De Dolfijn
- 1927:  Het Y Amsterdam
- 1928:  Het Y Amsterdam
- 1929:  Het Y Amsterdam
- 1930:  Het Y Amsterdam
- 1931:  De Dolfijn
- 1932:  Het Y Amsterdam
- 1933:  Het Y Amsterdam
- 1934:  Het Y Amsterdam
- 1935:  HZ&PC Den Haag
- 1936:  HZ&PC Den Haag
- 1937:  Het Y Amsterdam
- 1938:  Het Y Amsterdam
- 1939:  Het Y Amsterdam
- 1940:  Het Y Amsterdam
- 1941:  HZ&PC Den Haag
- 1942:  HZ&PC Den Haag
- 1943:  HZ&PC Den Haag
- 1946:  Zian

- 1947:  Zian
- 1948:  Zian
- 1949:  Zian
- 1950:  HZ&PC Den Haag
- 1951:  HZ&PC Den Haag
- 1952:  HZ&PC Den Haag
- 1953:  HZ&PC Den Haag
- 1954:  Donk Gouda
- 1955:  HZ&PC Den Haag
- 1956:  Amersfoort
- 1957:  Donk Gouda
- 1958:  HZ&PC Den Haag
- 1959:  HZ&PC Den Haag
- 1960:  De Robben
- 1961:  Amersfoort
- 1962: non assegnato
- 1963:  Amersfoort
- 1964:  D'Elft
- 1965:  Amersfoort
- 1966:  D'Elft
- 1967:  De Robben
- 1968:  De Robben
- 1969:  De Robben
- 1970:  De Robben
- 1971:  De Robben
- 1972:  De Robben
- 1973:  De Meeuwen
- 1974:  De Robben
- 1975:  De Robben
- 1976:  Zian
- 1977:  Alphen
- 1978:  Alphen
- 1979:  Alphen
- 1980:  De Robben
- 1981:  Alphen
- 1982:  De Robben
- 1983:  Alphen
- 1984:  Alphen
- 1985:  Alphen
- 1986:  Alphen
- 1987:  Alphen
- 1988:  Alphen
- 1989:  Alphen
- 1990:  Polar Bears Ede

- 1991:  Polar Bears Ede
- 1992:  Polar Bears Ede
- 1993:  Alphen
- 1994:  Alphen
- 1995:  Polar Bears Ede
- 1996:  Polar Bears Ede
- 1997:  Alphen
- 1998:  Alphen
- 1999:  Barendrecht
- 2000:  Alphen
- 2001:  Alphen
- 2002:  Alphen
- 2003:  Alphen
- 2004:  Alphen
- 2005:  Polar Bears Ede
- 2006:  Polar Bears Ede
- 2007:  Polar Bears Ede
- 2008:  Donk Gouda
- 2009:  Donk Gouda
- 2010:  Donk Gouda
- 2011:  Schuurman BZC
- 2012:  Schuurman BZC
- 2013:  Schuurman BZC
- 2014:  Schuurman BZC
- 2015:  Utrecht
- 2016:  Utrecht
- 2017:  Utrecht
- 2018:  Alphen
- 2019:  Utrecht
- 2020: non assegnato
- 2021:  Donk Gouda
- 2022:  Het Ravijn
- 2023:  Donk Gouda
- 2024:  Nereus Zaandam
- 2025:  Amersfoort

### Vittorie
| Pos. | Squadra             | Vittorie |
| ---- | ------------------- | -------- |
| 1    | Het Y Amsterdam     | 27       |
| 2    | Alphen              | 21       |
| 3    | Zian/HZ&PC Den Haag | 17       |
| 4    | De Robben           | 11       |
| 5    | Polar Bears Ede     | 8        |
| 5    | Donk Gouda          | 8        |
| 6    | DJK                 | 7        |
| 7    | Amersfoort          | 5        |
| 9    | Schuurman BZC       | 4        |
| 9    | Utrecht             | 4        |
| 11   | De Dolfijn          | 2        |
| 11   | D'Elft              | 2        |
| 13   | De Meeuwen          | 1        |
| 13   | HVGB Haarlem        | 1        |
| 13   | Barendrecht         | 1        |
| 13   | Nereus Zaandam      | 1        |